# Montiniaceae
Montiniaceae is een botanische naam, voor een familie van tweezaadlobbige planten. Een familie onder deze naam wordt niet al te vaak erkend door systemen van plantentaxonomie, maar wel door het APG-systeem (1998) en het APG II-systeem (2003).
De familie bestaat dan uit slechts enkele soorten in drie geslachten, die voorkomen in de zuidelijke helft van Afrika en op Madagaskar.